# Janysze
Janysze (biał. Янышы; ros. Яныши) – wieś na Białorusi, w obwodzie grodzieńskim, w rejonie wołkowyskim, w sielsowiecie Gniezno, przy drodze republikańskiej .
W dwudziestoleciu międzywojennym leżały w Polsce, w województwie białostockim, w powiecie wołkowyskim, w gminie Mścibów.